# 河村常雄
河村 常雄（かわむら つねお、1948年〈昭和23年〉5月28日 - ）は、長く読売新聞記者として、おもに歌舞伎を取材した芸能ジャーナリスト、演劇評論家、兵庫県出身。
1973年に早稲田大学第一法学部を卒業し、読売新聞東京本社に入社した。水戸支局や整理部を経て、1985年に芸能部（後の文化部）に移って歌舞伎を中心とした演劇担当となった。その後、部次長、専門委員などを経て退社し、2008年から読売・日本テレビ文化センター勤務となった。この間、文化庁芸術祭、芸術選奨、鶴屋南北戯曲賞の選考委員や、放送大学非常勤講師、日本演劇協会会員なども務めた。

## おもな著書
- かぶき立ち見席、演劇出版社、2001年
- 家元探訪 : 未来を見据える十人、出版研究センター、2012年
- 十二代目市川團十郎の世界 : 家元探訪・妻の思い出・多彩に輝く成田屋、出版研究センター、2019年